# Balance-toi
Pour la chanson originale de 1996, voir Reciprok.
Singles de Tony Parker
Premier love
(2007)
Balance-toi est une chanson de 2007 enregistré par le joueur de NBA Tony Parker. Écrit et composé par Skalpovich, Éloquence et Tony Parker, cette chanson est le premier single du chanteur tirée de son album. Il sort le 26 mars 2007 et connaît le succès en France.

## Informations sur la chanson
La chanson est produite par Skalpovich, connu pour faire partie du duo de producteurs français Kore & Skalp. Tony Parker a été également le premier artiste à signer avec le label Music One, qui est le nouveau label de TF1.
Eva Longoria, alors femme de Parker, apparaît dans le clip vidéo.

## Ventes
La chanson a été beaucoup diffusée sur les radios françaises comme NRJ et Skyrock.
Le single est entré directement à la première place le 5 mai 2007, avec plus de 10 000 ventes, et est restée à cette place pendant une seule semaine. Les semaines suivantes, le single est descendu assez rapidement dans le classement et totalise quatre semaines dans le top 10, 11 semaines dans le top 50 et 21 semaines dans le classement.

## Liste des pistes
CD single
1. "Balance-toi" (Version radio) — 3:36
2. "Balance-toi" (Remix club prolongé par Skalpovich) — 4:38
3. "Balance-toi" (Version radio/instrumentale) — 3:32

CD single - Promo
1. "Balance-toi" (Version radio) — 3:36

Téléchargement
1. "Balance-toi" (Version radio) — 3:36
2. "Balance-toi" (Remix club prolongé par Skalpovich) — 4:38
3. "Balance-toi" (Version radio/instrumentale) — 3:32

## Classements
| Classement (2007)       | Meilleure position |
| ----------------------- | ------------------ |
| Europe                  | 7                  |
| France (Téléchargement) | 10                 |
| France                  | 1                  |

| Classement de fin d'année (2007) | Position |
| -------------------------------- | -------- |
| France (Diffusion)               | 197      |
| France (Club)                    | 39       |
| France (Singles)                 | 52       |